# 卡洛斯·普埃布拉
卡洛斯·曼努埃尔·普埃布拉（Carlos Manuel Puebla，1917年9月11日——1989年7月12日）是一位古巴歌手、吉他手和作曲家。他是新吟游歌谣运动的一份子，专于古巴式波莱罗和民谣音乐。卡洛斯自视为小镇居民，他以富有克里奥尔风格的音乐和直白的语言传播古巴革命的价值观，并以此著称。毫无疑问，卡洛斯·普埃布拉的代表作是献给切·格瓦拉的《永别了，指挥官》（Hasta Siempre），这首歌已经以多种语言和风格被传唱。

## 生平

### 早年
卡洛斯出生在古巴曼薩尼約镇的一个贫困家庭，年少时就不得不靠体力劳动谋生，他当过木匠、机械师、制糖工人和鞋匠。但他的资质也把他引入音乐世界。他与他的口琴形影不离，即便是在上学路上也会一直吹着它。之后他在吉他方面自学成才，并向家乡的乐团指挥和钢琴师咨询和声等音乐理论。
他于1930年代开始作曲，作品在他家乡曼萨尼略的地方电台播放，这使他在当地小有名气，他此时的曲风倾向于浪漫。

### 革命期间
在1950年代，他与名为“Los Tradicionales”（传统）的乐队合作灌录唱片，并以“卡洛斯·普埃布拉和他的传统”之名发表，时常出现于电台和国家电视台的节目中。然而他更喜爱在La bodeguita del medio（五分钱小酒吧）驻唱，那里是哈瓦那旧城中最受海明威以及国内外文化人欢迎的餐吧。 这份工作没有任何薪水，但良好的氛围仍使他自得其乐。对此他这样说道：
|  | ……在歌唱中度过的时光是伴随着充实而愉悦的心灵的。 |

这个场所帮他结识了许多艺术家和头面人物。
在这段时期，他也开始创作针砭时弊的曲子，以严肃而直接的歌词谴责出现在古巴的压迫，挑战巴蒂斯塔的独裁统治。

### “菲德尔来了”
1959年1月1日菲德尔·卡斯特罗进入哈瓦那，古巴革命赢得胜利。它对卡洛斯·普埃布拉人生的影响几乎就是其对整个古巴的影响的缩影。他在政治立场方面站在菲德尔·卡斯特罗一边，为此他的创作重心发生变化，旨在宣传革命的价值观和政府决策。在《我为古巴唱一曲》这首歌里，他鲜明地展现了其革命使者的角色：
|  | De Cuba traigo un cantar 我为古巴唱一曲 hecho de palma y de sol 棕榈和太阳编织的歌 cantar de la vida nueva 歌颂这崭新的生活 y del trabajo creador 和开拓者的事业 para el ensueño mejor 为那最美的梦想 cantar para la esperanza 为那如歌的愿景 para la luz y el amor... 也为那爱的光芒…… |

1961年，他与他的“传统”乐队到多个国家巡回演出。并取得很大成功。他为此得到了“El Cantor de la Revolución”（革命歌手） 的称号，最终他差不多游历了35个国家，成为了古巴的一个代表，在那段时间他也被古巴人称为“Juglar de la Era Moderna”（当代的游吟歌手）。
1965年，切·格瓦拉为了在其它地方继续革命而离开古巴，在菲德尔·卡斯特罗向全国宣读了阿根廷人的诀别信后，卡洛斯·普埃布拉被格瓦拉的国际主义精神所感染而彻夜未眠，并创作了他的代表作——《永别了，指挥官》（Hasta Siempre），这首颂歌寄托了作者对这位左翼人士心中的英勇战士的深情与期望。

### 离世
在久病之后，卡洛斯于1989年7月12日在哈瓦那过世，五年之后他的骨灰被送到他家乡市镇的公墓中安葬，墓志铭是这样写的：
|  | yo soy esto que soy（这就是我） un simple trovador que canta（一名朴实的游吟歌手） |

## 作品
卡洛斯早期的作品主要是情歌，譬如《我想跟你说》（Quiero hablar contigo）、《我们的爱》（Este amor de nosotros）、《古巴小夜曲》等等。
1950年代的反独裁歌曲，诸如《砍刀的计划》（Plan de machete）、《这是我的小镇》（Este es mi pueblo）和《我可怜的古巴》（Pobre de mi Cuba），
1959年后在古巴革命的激励下的作品，如《菲德尔来了》（Y en eso llegó Fidel）、《菲德尔和美洲国家组织》（Fidel y La OEA）、《我们需要和平》（Procura venir el paz）、《土地改革赞歌》（La Reforma Agraria）、《这场仗我们打赢了》（Ya ganamos la pelea）、《在扫盲洪流中》（Son de la alfabetización）。
他最广为人知的作品是赞颂切·格瓦拉的《永别了，指挥官》（Hasta Siempre, Comandante；1965）和《写给切的信》（Carta al Che，1969），其中对前者的翻唱更是跨越了国界和多种音乐风格，最流行的版本由法国歌手娜塔莉·珈冬演唱。